# Casco antidisturbios

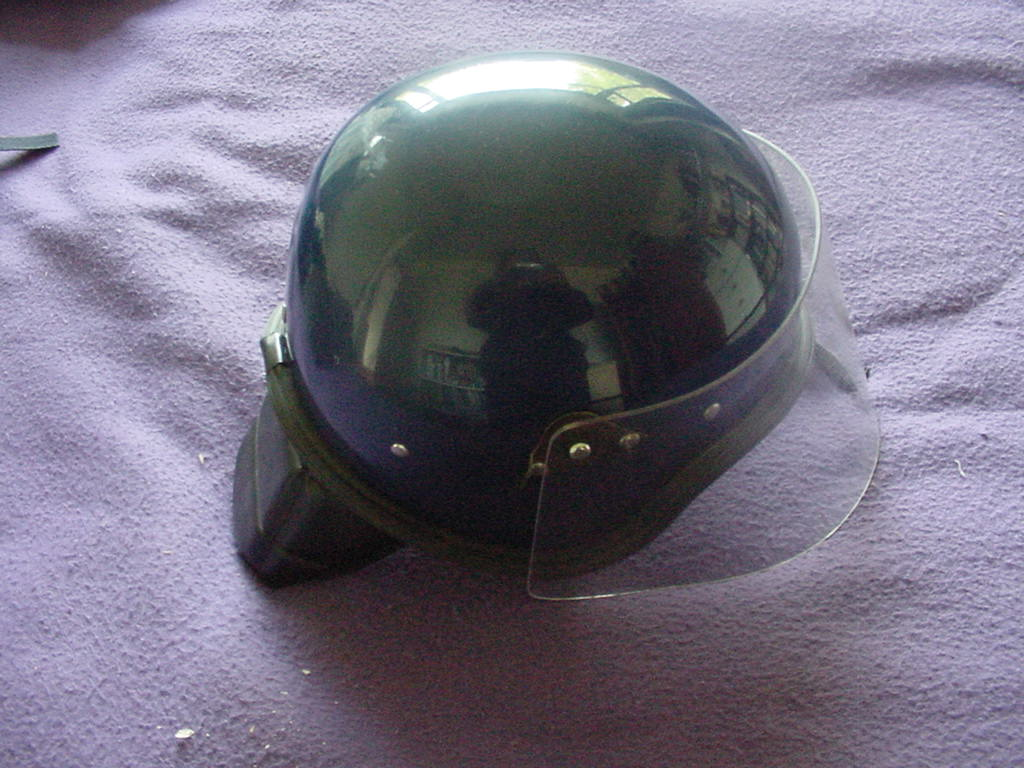
Casco antidisturbios con protector de nuca.

Un casco antidisturbios es un tipo de casco diseñado para uso de las fuerzas de seguridad y militares para proteger la cabeza, la cara y los ojos de su portador de las armas portátiles de combate cuerpo a cuerpo y de los proyectiles lanzados, como ladrillos, piedras, etc., que pueden encontrarse en el control de disturbios. Muchos de los cascos modernos de las brigadas antidisturbios están reforzados con materiales que protegen al usuario de sustancias peligrosas como los ácidos o los productos químicos industriales. Los cascos de protección antidisturbios se fabrican generalmente para que se puedan encajar fácilmente en una máscara antigás, especialmente cuando se utilizan gases lacrimógenos.
La forma más simple es una carcasa dura con relleno reforzado, una correa de barbilla y una visera con bisagra (normalmente de policarbonato). Estas viseras para cascos de protección antidisturbios suelen ser curvadas hacia los lados y rectas hacia arriba y hacia abajo, no hacia ambos lados como en el caso de los cascos de motocicleta más antiguos. Uno de los accesorios es un protector de nuca.
Un ejemplo de un casco antidisturbios más complicado es uno francés del CRS que tiene dos viseras: la exterior es transparente y tiene bisagras fuera del casco; la interior tiene bisagras entre las dos capas del casco, y un acabado que se puede ver a través de ésta desde el interior, pero desde el exterior parece de latón pulido opaco.
Los oficiales británicos de transporte de fondos también pueden ser vistos usando estos cascos junto con un chaleco a prueba de puñaladas para prevenir lesiones graves si son atacados.
- Datos: Q7335458